# Rio Arga
O rio Arga é um rio de Navarra, que nasce na parte ocidental dos Pirenéus em Urkiagan, no município de Erro, e desagua no rio Aragão perto de Funes. Dos seus 2 759 km² de bacia, 2 652 pertencem a Navarra, e só 107 correspondem à cabeceira alavesa de um seu afluente, o rio Araquil.  
Os principais afluentes do rio Arga são os rios Ulzama, Juslapeña, Araquil e Salado pela margem direita, e os rios Urbi, Elorz e Robo pela margem esquerda.